# Lomaiviti
Lomaiviti är en ögrupp i Fiji som består av sju huvudöar och ett antal mindre (totalt 16 öar). De täcker totalt 411 kvadratkilometer och hade 1996 en befolkning på 16 214 invånare enligt den senaste folkräkningen. Den största staden, med en befolkning om 3 745, är Levuka, som var Fijis första moderna stad och var landets huvudstad mellan 1871 och 1877.

## Geografi
Ögruppen på sammanlagt 16 större och mindre öar ligger strax öster om Viti Levu. På Lomoitiarkipelagens största ö Ovalau finns även ögruppens största stad Levuka. Ön, som är belägen cirka 20 kilometer om Viti Levu, har ett högsta punkt på 625 meter ö.h.

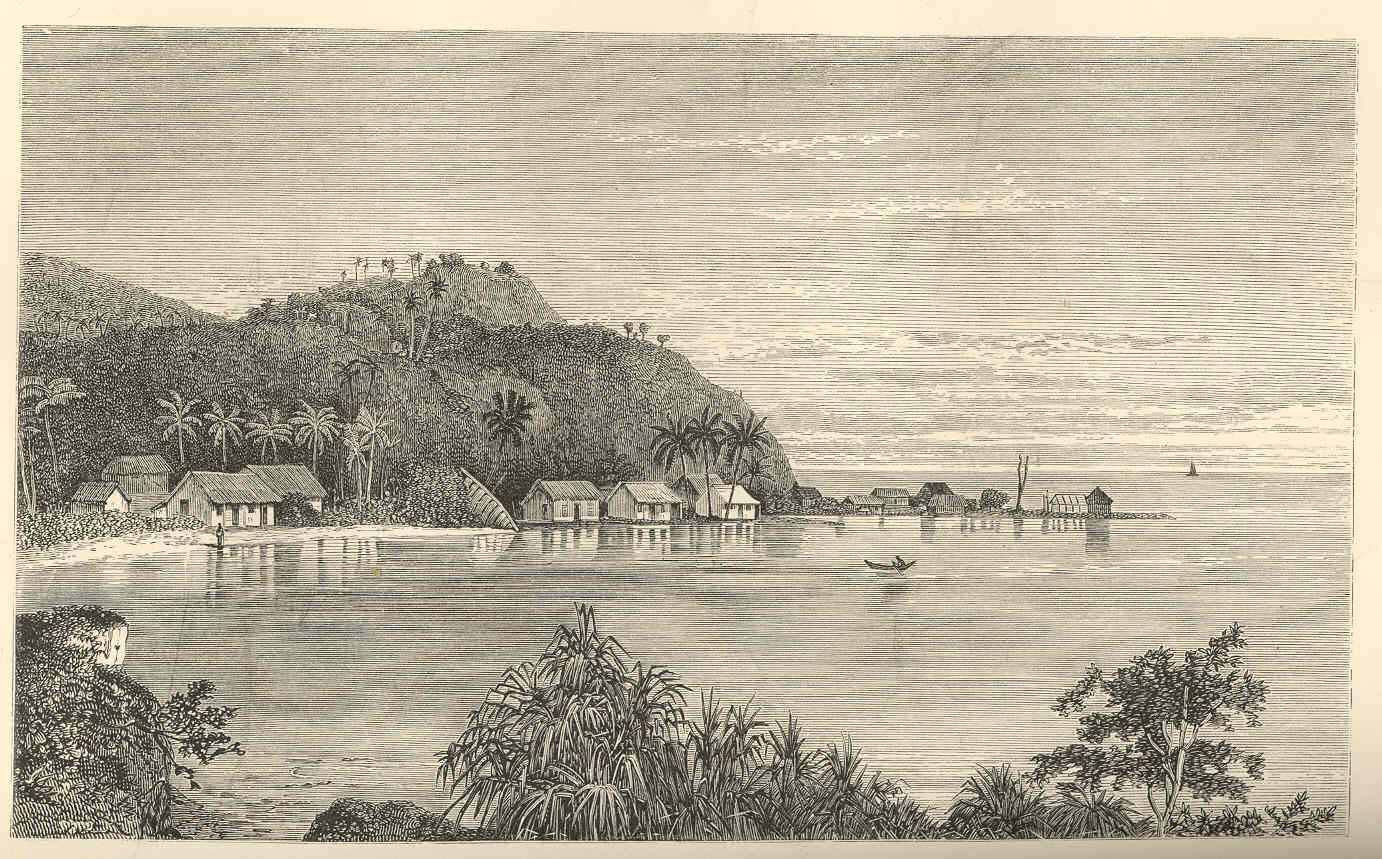
Bild av Levuka från 1862.

## Historia
Den första nedtecknade upptäckten av Lomaivitigruppen gjordes i maj 1789 av kapten William Bligh, som reste i en livbåt till Timor, efter myteriet på Bounty. Han återbesökte området 1792 för att komplettera sin granskning av området.
Öarna Koro, Batiki och Gau togs av USA:s marinkår 1867 som en säkerhet för ett långfristigt lån från Seru Epenisa Cakobau, vunivalu av Bau, till den amerikanska konsulen John Brown Williams. Skulden var en av faktorerna som ledde till Cakobaus beslut att överlämna Fiji till Storbritannien 1874, bara tre år efter att ha uppfyllt sin livs dröm att förena alla Fijis öar under sin auktoritet.
Huvudorten Levuka har än idag kvar sin historiska, koloniala arkitektur. 2013 utnämndes staden till nationen Fijis första världsarv. Delar av arkipelagen utnyttjas numera för turism.

## Politik
Lomaiviti utgörs av provinsen med samma namn, en av Fijis fjorton provinser. Administrativt är det en del av Fijis östra division och Kubunakonfederationen.